# 韋納斯山
84°52′S 62°20′W / 84.867°S 62.333°W
韋納斯山（英語：Mount Wanous）是南極洲的山峰，位於伊利沙伯女皇地，屬於彭薩科拉山脈中帕圖克森特山脈的一部分，美國地質調查局根據測量和該國海軍的空中照片繪入地圖，現時由南極條約體系管理。